# Greg Germann
Pour les articles homonymes, voir Germann.
Ne doit pas être confondu avec Greg Germain.
Greg Germann est un acteur et réalisateur américain né le 26 février 1958 à Houston, au Texas.

## Carrière
Il fut l'incorrigible dragueur et l'un des deux patrons d'Ally McBeal, puis il enchaîna des rôles de guest star dans de nombreuses séries. Il est également le chirurgien égocentrique et vantard, Dr Tom Koracick, de la série Grey's Anatomy. Il a joué le rôle d'Hadès, dieu des enfers, dans Once Upon a Time.

## Filmographie

### Comme acteur

#### À la télévision
- 1989 : Deux flics à Miami (saison 5 épisode 21) : Johnny Ramon
- 1990 : L'Enfer du devoir (saison 3 épisode 6 & 19) : Lt. Beller
- 1990 : Equal Justice (saison 1 épisode 1) : Merkle
- 1991 : Rewrite for Murder
- 1993 : Taking the Heat : Assistant du D.A. Kennedy
- 1994 : Assault at West Point: The Court-Martial of Johnson Whittaker : Bailey
- 1994-1995 : Sweet Justice : Andy Del Sarto
- 1995-1997 : Ned et Stacey : Eric « Rico » Moyer
- 1997-2002 : Ally McBeal : Richard Fish
- 2005 : The Family Plan : M. Walcott
- 2006 : Eureka (saison 1 épisode 1) : Warren King
- 2006 : Desperate Housewives (saison 2 épisode 12) : Jim Halverson
- 2007 : Un mariage pour Noël (All I Want for Christmas) : Roger Nelson
- 2007 : In Case of Emergency : Sherman Yablonsky
- 2009 : Spectacular! : Mr Romano / Joey Rome
- 2009 : Les experts : Manhattan : Voix/Le Fossoyeur/Benton
- 2009 : Les Experts (CSI : Crime Scene Investigation) : George (saison 9, épisode 19)
- 2009 : Ghost Whisperer (saison 5 épisode 8) : Kirk Jansen
- 2010 : Sauvez le Père Noël ! (The Santa Incident) : Erickson
- 2010 : Medium (saison 6 épisode 19) : Alan Hahn
- 2010-2011 et 2013 : Raising Hope (saison 1 épisode 9; saison 2 épisode 5; saison 3 épisode 14) : Dale Carlyle
- 2011 : Hawaii Five-0 (saison 1 épisode 14) : Robert Rovin
- 2012 : Drop Dead Diva (saison 4 épisode 13) : Juge Zahn
- 2013 : NCIS : Enquêtes spéciales (saison 10 épisode 12, 14, 15) : Directeur adjoint Jerome Craig
- 2013-2014 : New York, unité spéciale, (saison 14 épisode 17; saison 15 épisode 11, 21) : Derek Strauss, substitut du procureur de Westchester County
- 2014 : How to Get Away with Murder (saison 1 épisode 7) : Jared Keegan, avocat de la défense
- 2015 : Limitless (saison 1 épisode 8) : ADIC Johnson
- 2016 : Time toys
- 2016 : Once Upon a Time (saison 5) : Hades
- 2016 : Chasing Life (saison 2 épisode 4) : William, un ami d'enfance de Sara Carver
- 2017 : Brooklyn Nine-Nine (saison 4 épisode 14) : Gary Lurmax
- depuis 2017 : Grey's anatomy : Dr Tom Koracik
- 2017-2019 : Friends from college : Jon Delmonico
- 2023 : Toujours là pour toi : Benedict Binswanger
- 2023-2024 : Will Trent : James Ulster

#### Au cinéma
- 1985 : Streetwalkin' (it) de Joan Freeman (en) : Creepy
- 1986 : The Whoopee Boys : Tipper
- 1989 : Miss Firecracker : Ronnie Wayne
- 1990 : Chucky, la poupée de sang : Mattson
- 1991 : Big and Mean
- 1991 : Ce cher intrus (Once Around) : Jim Redstone
- 1993 : The Night We Never Met : Eddie
- 1993 : So I Married an Axe Murderer : Concierge
- 1994 : Danger immédiat (Clear and Present Danger) : Petey
- 1994 : Imaginary Crimes : Attorney Drew
- 1994 : L'Amour en équation (I.Q.) : Bill Riley, Times Reporter
- 1998 : Pete's Garden : Pete
- 1998 : Culture : Tim Stevens
- 1999 : Jesus' Son d'Alison Maclean (en) : Dr Shanis
- 2000 : The Last Producer : Rueben Tallridge
- 2001 : Sweet November : Vince Holland
- 2001 : Les Pieds sur terre (Down to Earth) : Sklar
- 2001 : Super papa (Joe Somebody) : Jeremy
- 2004 : Hair Show
- 2005 : Special Ed : David
- 2005 : Heart of the Beholder : Bob
- 2005 : Bigger Than the Sky : Roger
- 2005 : Down and Derby : Phil Davis
- 2005 : The Sandlot 2 (vidéo) : Mr. Goodfairer
- 2005 : Self Medicated : Keith
- 2005 : Crazylove : Dr Emlee

### Comme réalisateur
- 1997 : Ally McBeal, un épisode.

## Voix françaises
En France, Pierre Tessier  est la voix française régulière de Greg Germann.
En France
| - Pierre Tessier dans : - Ally McBeal (série télévisée) - Sweet November - Les Pieds sur Terre - Super papa - Euréka (série télévisée) - Friends with Money - Desperate Housewives (série télévisée) - Un mariage pour Noël (téléfilm) - In Case of Emergency (série télévisée) - En quarantaine - Volt, star malgré lui (voix) - Spectacular! - Les Experts: Manhattan (série télévisée) - Ghost Whisperer (série télévisée) - Sauvez le Père Noël ! (téléfilm) - Sex Addicts (téléfilm) - Raising Hope (série télévisée) - Hawaii 5-0 (série télévisée) - Drop Dead Diva (série télévisée) - NCIS : Enquêtes spéciales (série télévisée) - New York, unité spéciale (série télévisée) - Murder (série télévisée) - Limitless (série télévisée) - En taule : Mode d'emploi - Once Upon a Time (série télévisée) - Brooklyn Nine-Nine (série télévisée) - Grey's Anatomy (série télévisée) - Des amis d'université (série télévisée) | et aussi - Maurice Decoster dans Quand Harriet découpe Charlie ! - Thierry Ragueneau dans Ellen (série télévisée) - Guillaume Lebon dans Ricky Bobby : Roi du circuit - Serge Faliu dans Kevin Hart's Guide to Black History |